# SN 2009il
SN 2009il – supernowa odkryta 21 sierpnia 2009 roku w galaktyce A063352-6300. W momencie odkrycia miała maksymalną jasność 17,70m.